# 미국장수도롱뇽
미국장수도롱뇽(학명: Cryptobranchus alleganiensis)는 북아메리카에 서식하는 대형 도롱뇽이다. 주로 크고 빠르게 흐르며 저면이 바위로 되어 있는 개울에 서식한다. 헬벤더("hellbender")라는 이름이 붙은 이유는, 사람들이 처음 이 종을 발견하였을 때, 지옥에서 온 악마같은 느낌이 든다고 해서 “헬밴더”라고 호명했다, 다른 이름으로는 아메리카장수도룡뇽, 아메리카왕도룡뇽, 악마개, 망나니 수달이라는 말이있다. 아메리카에서 가장 큰 양서류로, 최대 74cm까지 자란 경우도 보고 되었다.